# (5016) Migirenko
(5016) Migirenko est un astéroïde de la ceinture principale.

## Description
(5016) Migirenko est un astéroïde de la ceinture principale. Il fut découvert le 2 avril 1976 à Naoutchnyï par Nikolaï Tchernykh. Il présente une orbite caractérisée par un demi-grand axe de 2,30 UA, une excentricité de 0,13 et une inclinaison de 3,6° par rapport à l'écliptique.

## Compléments